# مختلفة (رواية)
المتباينة أو المختلفة (بالإنجليزية: Divergent)‏ هي رواية للمؤلفة الإمريكية فيرونيكا روث، التي نشرتها هاربر كولينز في عام 2011م. تدخل فيرونيكا روث إلى ساحة أدب الشباب بأفضل أعمالها، سلسلة «مختلفة - دايفرجنت» وهي عبارة عن روايات تشويق حافلة بالقرارات الصعبة، والخيانات المؤلمة، والمفاجآت المذهلة، والرومانسية غير المتوقعة، كانت فيرونيكا روث بدأت بكتابة ثلاثية «مختلفة» وهي لا تزال طالبة جامعية في جامعة نورث وسترن. وهي الآن كاتبة متفرغة.

## القصة
في عالم شيكاغو البائس الذي تعيش فيه بياتريس برايور، ينقسم المجتمع إلى خمس جماعات؛ كلّ منها مكرّسة لتنمية فضيلة معينة: النزاهة (الصدق)، ونكران الذات (حبّ الغير)، والشجاعة (الجسارة)، والوئام (السلام)، والمعرفة (الذكاء). وفي يوم محدد من كلّ عام، يختار كلّ من بلغ السادسة عشرة من عمره إحدى تلك الجماعات ويكرّس لها بقية حياته. بالنسبة إلى بياتريس، كان عليها أن تختار إمّا البقاء مع أسرتها أو تحقيق ذاتها. إلاّ أنّ اختيارها سيفاجئ الجميع؛ بمن فيهم هي نفسها.
خلال فترة التلقين التنافسية التي تتلو ذلك، تطلق بياتريس على نفسها اسم تريس، وتكافح إلى جانب زملائها المبتدئين ليرتقوا إلى مستوى الخيار الذي اتخذوه. لذا، يخضعون معاً إلى اختبارات جسدية مضنية، وجلسات محاكاة نفسية مكثّفة، يكون لبعضها أثر مدمّر عليهم. وفيما كان التلقين يغيّر شخصياتهم جميعاً، توجب على تريس أن تحدد من هم أصدقاؤها الحقيقيين، لدى تريس أيضاً سرّ أخفته بعناية؛ بعد أن تمّ تحذيرها من أن كشفه سيعني الموت بالنسبة إليها. لكن، مع اكتشافها للنزاع والصراع المتناميين اللذين يهدّدان بانهيار مجتمعها - الكامل بنظرها - تدرك أنّ سرّها قد ينقذ حياة أحبائها... أو يدمرها.